# Serge Candolfi
Serge Candolfi, né à Genève en 1936, est un artiste suisse.

## Parcours artistique
Serge Candolfi a suivi une formation d'architecte au Technicum et à l'École d'architecture de Genève. En 1966, Il fonde un atelier d'architecte en association avec Michel Buri. Depuis le début des années 1960, il est intéressé par les arts visuels et intervient en intégrant des formes géométriques dans des environnements donnés, des architectures ou des lieux publics. Entre 1968 et 1971, la ville de Carouge lui fait commande d'un ensemble d’œuvres en béton, béton lavé et aluminium pour l'école des Tours et de la réalisation de la façade du théâtre et salle des fêtes. Parmi ses œuvres monumentales en Suisse romande, on peut citer l'installation en 1975, dans le patio de l'école des Contamines à Champel (Genève), d'une sculpture suspendue en polyester rouge intense et plusieurs œuvres qui se répondent sur les toitures-terrasses du Collège de Saussure à Lancy (Genève). En 1982-1984, il intègre une sculpture lumineuse dans le tunnel du passage des Alpes à Genève. Serge Candolfi est aussi dessinateur. Il réalise des dessins à la plume, des monotypes et des sérigraphies au style abstrait et géométrique. Une suite de neuf planches de l'artiste est conservée au Cabinet des arts graphiques des Musées d'art et d'histoire de Genève. Parallèlement à ses activités d'architecte et de plasticien, il a enseigné pendant plus de trente ans à l'École des beaux-arts de Genève.
« Une œuvre intégrée n'est pas un décor plus ou moins joli dont on affuble une architecture ou un projet quelconque que l'on vient poser là ou ailleurs. Elle est une entité forte qui établit des rapports serrés avec l'architecture qui l'accueille et le site qui la reçoit. »
— Serge Candolfi, Serge Candolfi : Prix Boris Oumanski 1981 : Athénée, salle Crosnier, du 15 janvier au 21 février 1981, In Les Cahiers de la classe des beaux-arts N° 23, janvier 1981

## Sélection d’œuvres

Sans titre, école des Contamines, Champel (Genève), 1975.
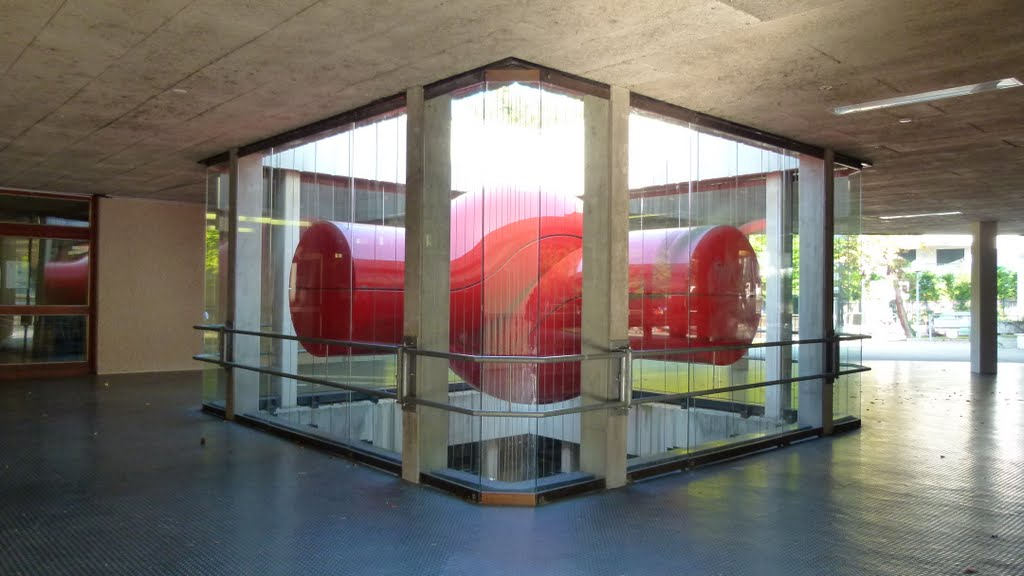
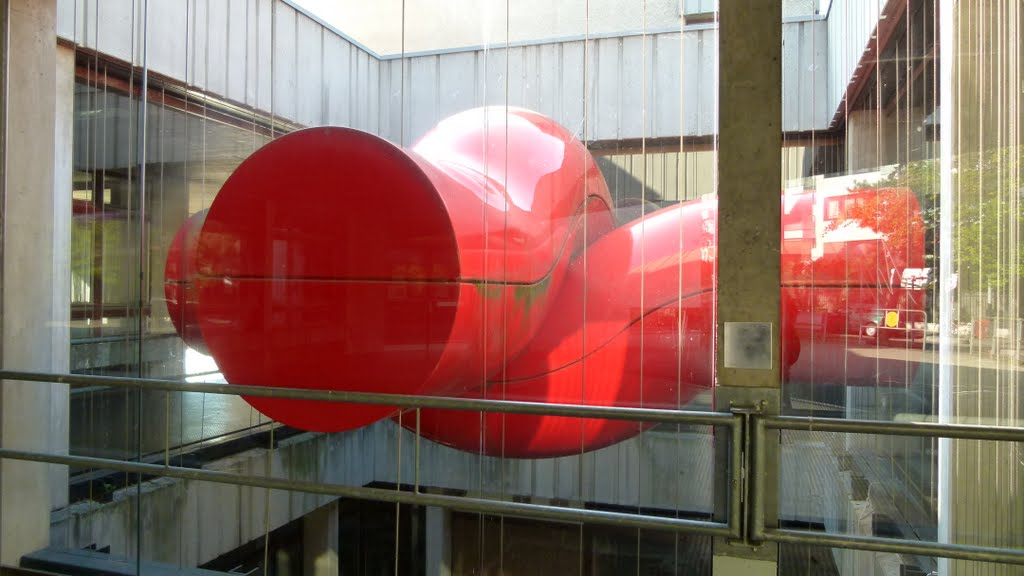

Toitures-terrasses, Collège de Saussure, Lancy (Genève), 1977.
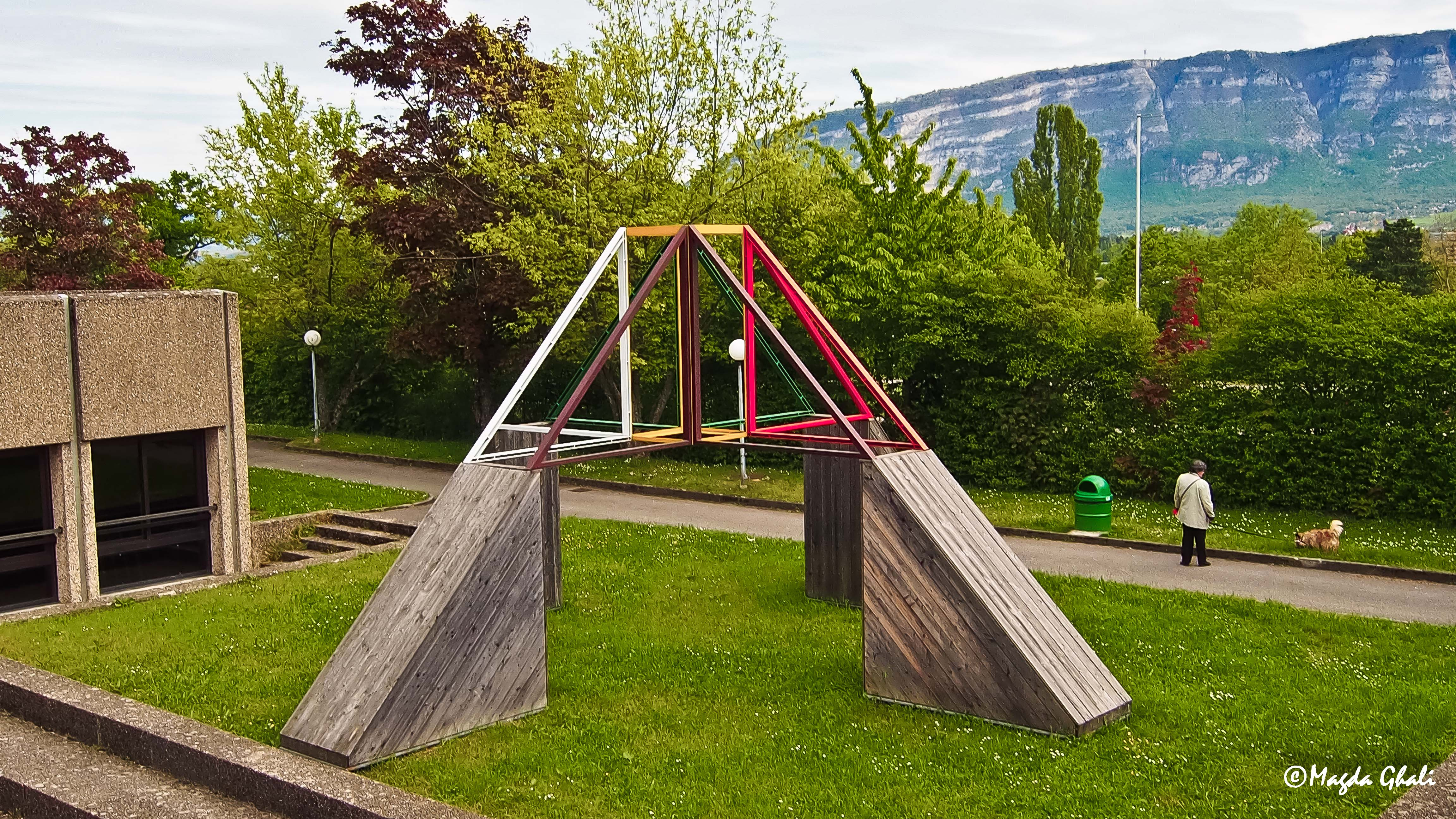
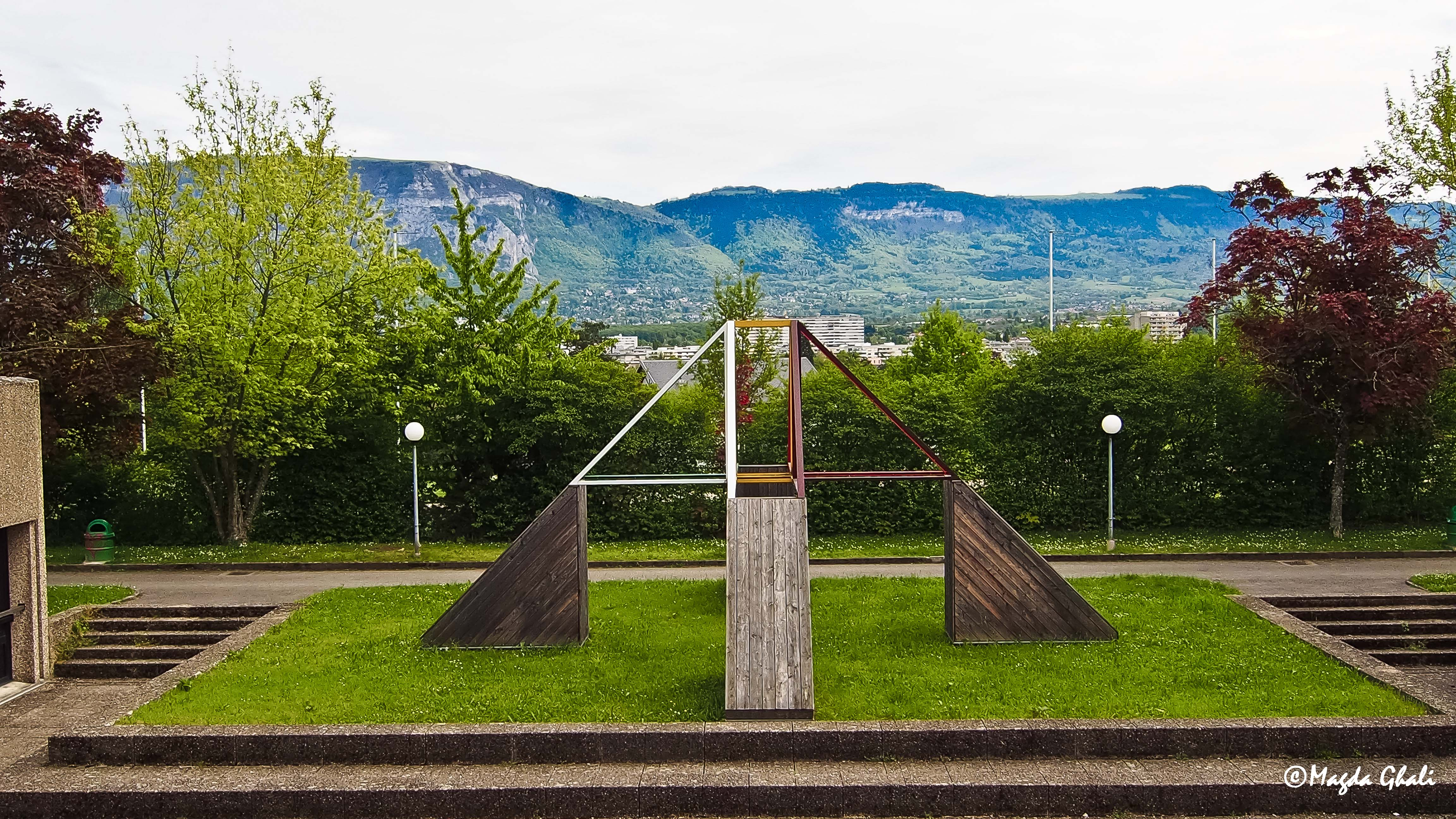
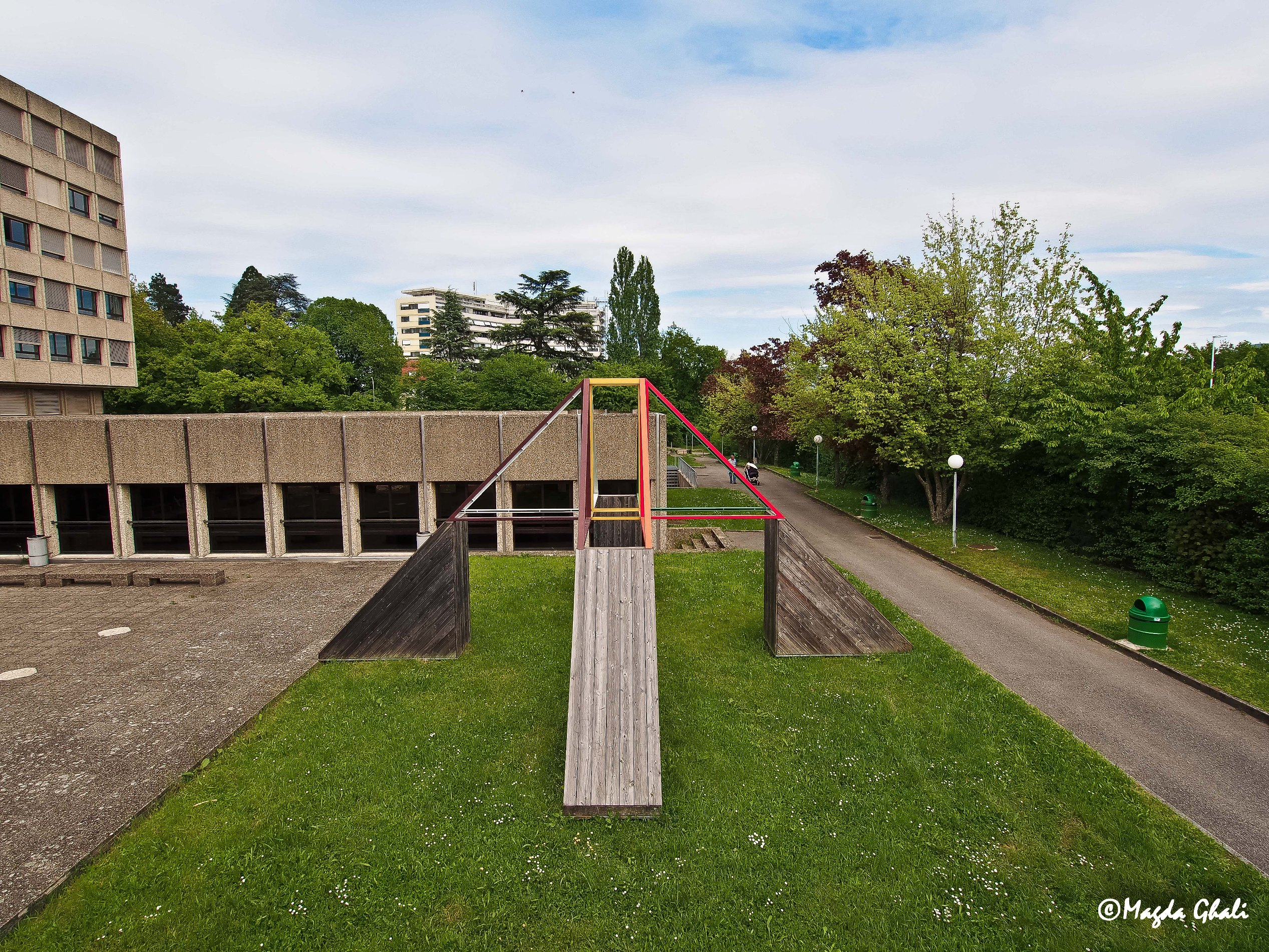

Sans titre, tunnel du passage des Alpes, Genève, 1982.
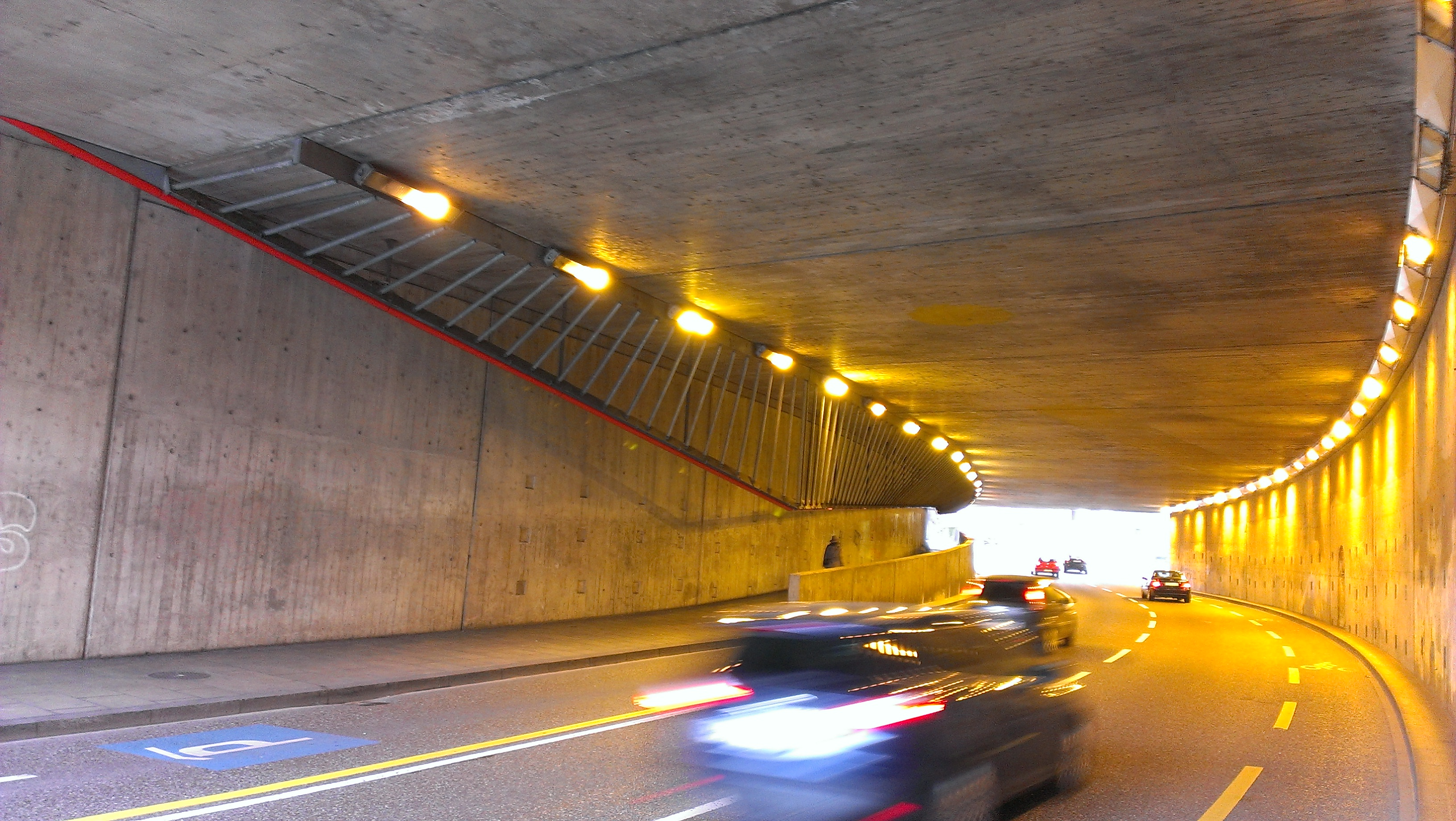

### Réalisations
- 1960 : Décoration murale dans le préau de l'école Petit-Senn, Chêne-Bourg, Genève
- 1961 : Sol en béton et céramique, Patio de la Bibliothèque municipale de la Servette
- 1962 : Bas-relief en béton, Groupe scolaire Adrien Lachenal, Genève
- 1966 : Monument pour le centenaire de l'Union Internationale des Télécommunications, Genève
- 1973 : Sculpture suspendue en polyester à l'école des Contamines, Genève
- 1975/76 : Signalisation et animation des espaces de circulation au centre socio-culturel des Minoteries, Genève
- 1976 : Signalisation, polychromie et peintures murales, École d'Avully
- 1976/77 : Ensemble d’œuvres plastiques sur les toitures-terrasses du Collège de Saussure, Lancy, Genève
- 1979/80 : Fontaine au centre sportif du Bois Carré, Meyrin

## Distinctions
- 1973 : Bourse fédérales des beaux-arts
- 1981 : Prix Boris Oumansky

## Expositions

### Sélection d'expositions personnelles
- 1970 : Galerie Aurora, Genève
- 1973 : Galerie Gaëtan, Carouge, Genève
- 1973 : Galerie Média, Neuchâtel
- 1974 : Grand Théâtre, Genève
- 1979 : Galerie H. Meyer, Lausanne
- 1981 : Palais de l'Athénée, Genève

### Sélection d'expositions collectives
- 1968 : Galerie Palette, Zurich
- 1970 : Recherches et expérimentations, Musées de Lausanne, Genève, Fribourg, Saint-Gall, Ferrare.
- 1971 : The Swiss avant-garde, New York cultural center
- 1973 : La Sérigraphie, Manoir de Martigny
- 1974 : Sculptures en ville, organisé par le AMAM, Genève
- 1975 : Swiss concrete art in graphics University of Texas
- 1976 : Artistes genevois, Helmhaus, Zurich
- 1978 : Sculptures en liberté, Nyon, Evian
- 1979 : Sculptures en plein air, Evian
- 1980 : 7e Exposition suisse de sculpture, Bienne

## Collections publiques
- Fonds municipal d'art contemporain de Genève (FMAC), 5 pièces
- Cabinet d'art graphique, Musées d'art et d'histoire de Genève, 9 pièces